# Marcel Verschueren
Marcel Verschueren (Ransart, 8 februari 1928 - Montigny-le-Tilleul, 2 december 2008) was een Belgisch wielrenner.
Verschueren won in 1947 bij de "onafhankelijken" vier wedstrijden en werd vervolgens beroepsrenner. In 1948 won hij een etappe in het criterium van de Dauphiné Libéré. Verschueren nam in 1950 en 1951 deel aan de Ronde van Frankrijk en werd respectievelijk 15de en 18de in het eindklassement van deze wedstrijd. Hij bleef beroepsrenner tot 1953.

## Resultaten in voornaamste wedstrijden
| Jaar | Ronde van Italië | Ronde van Frankrijk | Ronde van Spanje |
| ---- | ---------------- | ------------------- | ---------------- |
| 1948 |                  |                     |                  |
| 1949 |                  |                     |                  |
| 1950 |                  | 15e                 |                  |
| 1951 |                  | 18e                 |                  |
| 1952 |                  |                     |                  |
| 1953 |                  |                     |                  |

| Jaar | Gent-Wevelgem | Ronde van Vlaanderen | Parijs-Roubaix | Luik-Bast.‑Luik | Waalse Pijl | Parijs-Tours |
| ---- | ------------- | -------------------- | -------------- | --------------- | ----------- | ------------ |
| 1948 |               | 27e                  |                | 19e             | 29e         |              |
| 1949 |               |                      | 101e           |                 | 47e         |              |
| 1950 |               |                      |                | 49e             | 19e         | 12e          |
| 1951 |               |                      | 91e            | 71e             |             |              |
| 1952 |               | 22e                  |                | 31e             | 13e         |              |
| 1953 | 31e           |                      |                | 40e             |             |              |